# Liste der Ramsar-Gebiete in Spanien
Diese Liste der Ramsar-Gebiete in Spanien umfasst Feuchtgebiete, die im Rahmen der Ramsar-Konvention als international wichtig angesehen werden. In Spanien gibt es derzeit 75 als „Feuchtgebiete von internationaler Bedeutung“ ausgewiesene Gebiete mit einer Fläche von 304.564 ha.

## Liste der Ramsar-Gebiete
| \| Aiguamolls de l'Empordà \| |
| Aiguamolls de l'Empordà       |

| Aiguamolls de l'Empordà |

| \| Albufera de Adra \| |
| Albufera de Adra       |

| Albufera de Adra |

| \| Albufera de Valencia \| |
| Albufera de Valencia       |

| Albufera de Valencia |

| \| Bahía de Cádiz \| |
| Bahía de Cádiz       |

| Bahía de Cádiz |

| \| Colas del Embalse de Ullibarri \| |
| Colas del Embalse de Ullibarri       |

| Colas del Embalse de Ullibarri |

| \| Complejo de Corrubedo \| |
| Complejo de Corrubedo       |

| Complejo de Corrubedo |

| \| Complejo intermareal Umia-Grove \| |
| Complejo intermareal Umia-Grove       |

| Complejo intermareal Umia-Grove |

| \| Complejo lagunar de La Albuera \| |
| Complejo lagunar de La Albuera       |

| Complejo lagunar de La Albuera |

| \| Ebro Delta \| |
| Ebro Delta       |

| Ebro Delta |

| \| arque Nacional de Doñana \| |
| arque Nacional de Doñana       |

| arque Nacional de Doñana |

| \| Embalse de las Cañas \| |
| Embalse de las Cañas       |

| Embalse de las Cañas |

| \| Embalse de Orellana \| |
| Embalse de Orellana       |

| Embalse de Orellana |

| \| Embalses de Cordobilla y Malpasillo \| |
| Embalses de Cordobilla y Malpasillo       |

| Embalses de Cordobilla y Malpasillo |

| \| Humedales de la Sierra de Urbión \| |
| Humedales de la Sierra de Urbión       |

| Humedales de la Sierra de Urbión |

| \| Humedales del Macizo de Peñalara \| |
| Humedales del Macizo de Peñalara       |

| Humedales del Macizo de Peñalara |

| \| Humedales y Turberas de Padul \| |
| Humedales y Turberas de Padul       |

| Humedales y Turberas de Padul |

| \| Lago de Banyoles \| |
| Lago de Banyoles       |

| Lago de Banyoles |

| \| Lago de Caicedo-Yuso y Salinas de Añana \| |
| Lago de Caicedo-Yuso y Salinas de Añana       |

| Lago de Caicedo-Yuso y Salinas de Añana |

| \| Laguna de Chiprana \| |
| Laguna de Chiprana       |

| Laguna de Chiprana |

| \| Laguna de El Hito \| |
| Laguna de El Hito       |

| Laguna de El Hito |

| \| Laguna de Fuente de Piedra \| |
| Laguna de Fuente de Piedra       |

| Laguna de Fuente de Piedra |

| \| Laguna de Gallocanta \| |
| Laguna de Gallocanta       |

| Laguna de Gallocanta |

| \| Laguna de la Nava de Fuentes \| |
| Laguna de la Nava de Fuentes       |

| Laguna de la Nava de Fuentes |

| \| Laguna de la Vega (o del Pueblo) \| |
| Laguna de la Vega (o del Pueblo)       |

| Laguna de la Vega (o del Pueblo) |

| \| Laguna de Manjavacas \| |
| Laguna de Manjavacas       |

| Laguna de Manjavacas |

| \| Laguna de Pitillas \| |
| Laguna de Pitillas       |

| Laguna de Pitillas |

| \| Laguna del Prado \| |
| Laguna del Prado       |

| Laguna del Prado |

| \| Laguna y Arenal de Valdoviño \| |
| Laguna y Arenal de Valdoviño       |

| Laguna y Arenal de Valdoviño |

| \| Lagunas de Alcázar de San Juan \| |
| Lagunas de Alcázar de San Juan       |

| Lagunas de Alcázar de San Juan |

| \| Lagunas de Cádiz \| |
| Lagunas de Cádiz       |

| Lagunas de Cádiz |

| \| Lagunas de Campotejar \| |
| Lagunas de Campotejar       |

| Lagunas de Campotejar |

| \| Lagunas de la Mata y Torrevieja \| |
| Lagunas de la Mata y Torrevieja       |

| Lagunas de la Mata y Torrevieja |

| \| Lagunas de las Moreras \| |
| Lagunas de las Moreras       |

| Lagunas de las Moreras |

| \| Lagunas de Laguardia \| |
| Lagunas de Laguardia       |

| Lagunas de Laguardia |

| \| Lagunas de Laguardia \| |
| Lagunas de Laguardia       |

| Lagunas de Laguardia |

| \| Lagunas de Ruidera \| |
| Lagunas de Ruidera       |

| Lagunas de Ruidera |

| \| Lagunas de Villafáfila \| |
| Lagunas de Villafáfila       |

| Lagunas de Villafáfila |

| \| Lagunas del sur de Córdoba \| |
| Lagunas del sur de Córdoba       |

| Lagunas del sur de Córdoba |

| \| Las Tablas de Daimiel \| |
| Las Tablas de Daimiel       |

| Las Tablas de Daimiel |

| \| Mar Menor \| |
| Mar Menor       |

| Mar Menor |

| \| Marismas de Santoña \| |
| Marismas de Santoña       |

| Marismas de Santoña |

| \| Marismas del Odiel \| |
| Marismas del Odiel       |

| Marismas del Odiel |

| \| Marjal de Almenara \| |
| Marjal de Almenara       |

| Marjal de Almenara |

| \| Marjal de Pego-Oliva \| |
| Marjal de Pego-Oliva       |

| Marjal de Pego-Oliva |

| \| Valencianische Gemeinschaft \| |
| Valencianische Gemeinschaft       |

| Valencianische Gemeinschaft |

| \| Paraje Natural Brazo del Este \| |
| Paraje Natural Brazo del Este       |

| Paraje Natural Brazo del Este |

| \| Lagunas de Palos y Las Madres \| |
| Lagunas de Palos y Las Madres       |

| Lagunas de Palos y Las Madres |

| \| Punta Entinas-Sabinar \| |
| Punta Entinas-Sabinar       |

| Punta Entinas-Sabinar |

| \| Paraje Natural Laguna Grande \| |
| Paraje Natural Laguna Grande       |

| Paraje Natural Laguna Grande |

| \| Parque Nacional de Aigüestortes \| |
| Parque Nacional de Aigüestortes       |

| Parque Nacional de Aigüestortes |

| \| Prat de Cabanes-Torreblanca \| |
| Prat de Cabanes-Torreblanca       |

| Prat de Cabanes-Torreblanca |

| \| Complejo Endorreico de Chiclana \| |
| Complejo Endorreico de Chiclana       |

| Complejo Endorreico de Chiclana |

| \| Complejo Endorreico de Espera \| |
| Complejo Endorreico de Espera       |

| Complejo Endorreico de Espera |

| \| Complejo Endorreico de Puerto Real \| |
| Complejo Endorreico de Puerto Real       |

| Complejo Endorreico de Puerto Real |

| \| Complejo Endorreico Lebrija-Las Cabezas \| |
| Complejo Endorreico Lebrija-Las Cabezas       |

| Complejo Endorreico Lebrija-Las Cabezas |

| \| Lagunas de Archidona \| |
| Lagunas de Archidona       |

| Lagunas de Archidona |

| \| Laguna de los Jarales \| |
| Laguna de los Jarales       |

| Laguna de los Jarales |

| \| Laguna de Tiscar \| |
| Laguna de Tiscar       |

| Laguna de Tiscar |

| \| Laguna del Chinche \| |
| Laguna del Chinche       |

| Laguna del Chinche |

| \| Laguna del Conde o El Salobral \| |
| Laguna del Conde o El Salobral       |

| Laguna del Conde o El Salobral |

| \| Laguna Honda \| |
| Laguna Honda       |

| Laguna Honda |

| \| Lagunas de Campillos \| |
| Lagunas de Campillos       |

| Lagunas de Campillos |

| \| Ría de Mundaka-Guernika \| |
| Ría de Mundaka-Guernika       |

| Ría de Mundaka-Guernika |

| \| Ría de Villaviciosa \| |
| Ría de Villaviciosa       |

| Ría de Villaviciosa |

| \| Ría del Eo \| |
| Ría del Eo       |

| Ría del Eo |

| \| Rías de Ortigueira y Ladrido \| |
| Rías de Ortigueira y Ladrido       |

| Rías de Ortigueira y Ladrido |

| \| Saladar de Jandía \| |
| Saladar de Jandía       |

| Saladar de Jandía |

| \| Saladas de Sástago-Bujaraloz \| |
| Saladas de Sástago-Bujaraloz       |

| Saladas de Sástago-Bujaraloz |

| \| S’Albufera de Mallorca \| |
| S’Albufera de Mallorca       |

| S’Albufera de Mallorca |

| \| Salburua \| |
| Salburua       |

| Salburua |

| \| Salinas de Ibiza y Formentera \| |
| Salinas de Ibiza y Formentera       |

| Salinas de Ibiza y Formentera |

| \| Salinas de Santa Pola \| |
| Salinas de Santa Pola       |

| Salinas de Santa Pola |

| \| Salinas del Cabo de Gata \| |
| Salinas del Cabo de Gata       |

| Salinas del Cabo de Gata |

| \| Tremedales de Orihuela \| |
| Tremedales de Orihuela       |

| Tremedales de Orihuela |

| \| Txingudi \| |
| Txingudi       |

| Txingudi |